# 日高三代喜
日高 三代喜（ひだか みよき、1948年9月4日 - ）は、鹿児島県出身の元騎手。

## 経歴

### 1960年代
馬事公苑花の15期生の一人であり、柴田政人・岡部幸雄・福永洋一・伊藤正徳と同期である。
1968年3月に京都・浅見国一厩舎からデビューし、同2日の中京第7競走5歳以上70万下・ミスレイマントで初騎乗（8頭中6着）を果たすと、5月5日の京都第4競走障害5歳以上未勝利・リユウケンザンで初勝利を挙げる。9月22日の阪神第10競走4歳以上80万下・ヤマシェーンで平地初勝利を挙げ、1年目の同年は4勝をマーク。
2年目の1969年には9月6日の阪神第3競走障害4歳以上未勝利でニチアオーに騎乗した際、ダテストレイトポロに騎乗していた同期の石井正善が最初の障害で飛越に失敗して落馬し、同期の丸山雅夫と共に石井の落馬に気付いてショックを受けながらも最後まで完走。レースでは勝利した丸山騎乗のコウエイオーから10馬身離されたが、3着馬に大差を付けての2着に入った。

### 1970年代
3年目の1970年には1月5日の京都で初の1日2勝を挙げ、初の2桁勝利となる11勝をマークし、同年から1973年まで4年連続2桁勝利を記録。
1971年には池江泰郎から乗り替わったケイシュウで京都記念（春）4着、3月の阪神オープンでトウメイをアタマ差抑えると同時にジュピックも封じて勝利し、夏の小倉記念3着、朝日チャレンジカップでは人気に推されるも4着に敗れて松本善登に交代している。ケイサンタでは5月9日の京都第9競走5歳以上オープンでジュピックを1/2抑えると同時にトウメイに1馬身余の差で2着に入り、同年は自己最多の14勝をマーク。
1972年には1月8日・9日の京都では初の2日連続勝利を挙げたほか、3月12日の阪神第10競走千里山特別では10頭中10番人気のヤマニンタイムで1番人気のミリオンパラを抑えて勝利し枠連万馬券を演出、7月23日の札幌第2競走3歳新馬ではケイバドウラでスカイリーダにアタマ差勝利。
1973年の11勝が最後の2桁勝利となり、1974年の阪神障害ステークス（春）では同期生が浅見厩舎の調教助手として担当するケイキットに騎乗し、本格化前のグランドマーチスを抑えて人馬共に重賞初勝利 を挙げた。
阪神障害ステークスではメジロタカマツで1975年秋2着、1976年春3着、1977年秋2着と3度好走した。
1976年には5月8日の京都第11競走比良特別をヤマニンバリメラで勝利し、日高が同馬に騎乗して勝利した唯一のレースとなった。ヤマニンバリメラに最後に騎乗した12月18日の阪神第10競走武庫川特別では福永が騎乗するハッコウオーの2着に入り、3着には作田誠二のタイムサシで15期生の上位独占となった。
ヤマニンファバーではマイラーズカップでシルバーランド・ゴールドイーグルに次ぐ5着に入ると、阪急杯では福永のジョニーエンジェルをアタマ差交わし、2年ぶりの重賞勝利と唯一の平地重賞勝利を同時に決めた。阪急杯は4着に作田のタイムサシ、5着に丸山のニシヤマキングで15期生が掲示板に4人も入った。続く金鯱賞ではヤマブキオーのアタマ差2着、10月の阪神オープンでは3着ホクトボーイにハナ差先着の2着に入った。
1976年には勝ち星を全てヤマニン馬で3勝、1977年には600万下クラスのヤマニンロードだけで3勝をマークし、ヤマニンファバーでは1977年12月の阪神オープンで3着テンメイに1/2差先着する2着に入った。

### 1980年代
1980年1月26日の中京第12競走5歳以上400万下・ヤマニンエメラで最後の平地勝利を挙げ、1982年には内藤繁春厩舎のアサクサリッチで京都大障害（秋）2着、東京障害特別（秋）3着に入った。
1983年、境直行厩舎に移籍した1985年は共に0勝に終わる。
1986年は6月29日の中京第5競走障害4歳以上未勝利・ダイテンスパルタで最後の勝利を挙げ、10月11日の京都第3競走障害4歳以上400万下・ヤマニンミラアジュ（8頭中5着）を最後に現役を引退。

## 騎手成績
| 通算成績 | 1着 | 2着 | 3着 | 4着以下 | 出走回数 | 勝率 | 連対率 |
| -------- | --- | --- | --- | ------- | -------- | ---- | ------ |
| 平地     | 56  | 70  | 72  | 710     | 908      | .062 | .139   |
| 障害     | 45  | 42  | 60  | 238     | 385      | .117 | .226   |
| 計       | 101 | 112 | 132 | 948     | 1293     | .078 | .165   |

主な騎乗馬
- ケイキット（1974年阪神障害ステークス (秋)）
- ヤマニンファバー（1976年阪急杯）